# المشاركة العربية في الألعاب الأولمبية الصيفية 1988
هذه القائمة مخصصة لتوثيق مشاركة الدول العربية في الألعاب الأولمبية الصيفية 1988، حيث شارك 378 رياضياً ورياضية من قرابة 8,391 في هذه الدورة من الألعاب الأولمبية الصيفية التي أُقيمت في سيول. شارك اليمن في هذه الدورة بوفدين الاول باسم اليمن الشمالي والثاني ممثلا لليمن الجنوبي.

## أصحاب الميداليات
| الميدالية | الاسم           | الرياضة     | المُسابقة        | التاريخ   |
| --------- | --------------- | ----------- | --------------- | --------- |
| ذهبية     | إبراهيم بوالطيب | ألعاب القوى | سباق 10,000 متر | 26 سبتمبر |
| برونزية   | سعيد عويطة      | ألعاب القوى | سباق 800 متر    | 26 سبتمبر |
| برونزية   | عبد الحق عشيق   | الملاكمة    | وزن الريشة      | 2 أكتوبر  |
| برونزية   | حسين أحمد صلاح  | ألعاب القوى | سباق الماراثون  | 2 أكتوبر  |

## مراكز الدول العربية
| الترتيب | منتخب   | ذهبية | فضية | برونزية | المجموع |
| ------- | ------- | ----- | ---- | ------- | ------- |
| 28      | المغرب  | 1     | 0    | 2       | 3       |
| 46      | جيبوتي  | 0     | 0    | 1       | 1       |
| المجموع | المجموع | 1     | 0    | 3       | 4       |

## المشاركون
كان عدد الرياضيين العرب المشاركين في الألعاب الأولمبية لسنة 1988 كالاَتي:
- مصر (54)
- الجزائر (46)
- تونس (41)
- العراق (31)
- الكويت (31)
- المغرب (27)
- سوريا (16)
- السعودية (14)
- سلطنة عمان (13)
- قطر (12)
- الإمارات العربية المتحدة (12)
- اليمن الشمالي (11)
- البحرين (11)
- الأردن (9)
- لبنان (8)
- جمهورية اليمن الديمقراطية الشعبية (8)
- السودان (8)
- جيبوتي (7)
- ليبيا (6)
- موريتانيا (6)
- الصومال (7)